# Lucy Boulton
Lucy Boulton (* 2. Januar 1986 in Hornchurch) ist eine britische Volleyball- und Beachvolleyballspielerin.

## Karriere
Boulton begann während ihrer Ausbildung am Havering Sixth Form College, das sie von 2002 bis 2004 besuchte, mit dem Volleyball. Anschließend spielte sie in der schwedischen Liga. 2005 studierte sie an der University of Exeter. Gleichzeitig absolvierte sie 37 Länderspiele für die Nationalmannschaft.
2006 wechselte Boulton zum Beachvolleyball. Sie nahm mit Zara Dampney an der Junioren-Weltmeisterschaft in Mysłowice teil und belegte den 37. Platz. Durch ein Talent-Programm kam sie im gleichen Jahr mit ihrer langjährigen Partnerin Denise Johns zusammen. Boulton/Johns spielten ihre ersten Open-Turniere der FIVB World Tour und erreichten dabei zweimal den 25. Rang. 2007 folgten auch die ersten Grand Slams. Als bestes internationales Resultat des Jahres erreichten sie einen 17. Platz bei den Montreal Open. Auf nationaler Ebene gewannen sie die britische Meisterschaft. 2008 kam das Duo bei den Open-Turnieren nicht über den 41. Platz hinaus. Die letzten vier Auftritte des Jahres absolvierte Boulton mit Dampney und erzielte dabei einen 17. Rang in Guarujá.
2009 waren Boulton und Johns wieder vereint. Sie nahmen an der Weltmeisterschaft in Stavanger teil. Dort konnten sie jedoch keinen Satz für sich entscheiden und mussten sich nach der Vorrunde verabschieden. National gewannen sie hingegen zum zweiten Mal den Titel. Im folgenden Jahr erzielten sie auf der World Tour zwei 17. Plätze und erreichten zum Abschluss bei den Phuket Open den 13. Rang. Bei der WM 2011 in Rom gelang ihnen in der Vorrunde ein Sieg gegen die Niederländerinnen van der Hoeven/van der Vlist, aber sie schieden als einer der schlechteren Gruppendritten trotzdem vorzeitig aus. Bei der World Tour 2012 war der 13. Platz in Sanya das beste Ergebnis.
2013 bildete Boulton wieder ein Duo mit Dampney. Boulton/Dampney erreichten bei den Fuzhou Open und beim Grand Slam in Corrientes jeweils den 17. Platz. Bei der WM 2013 in Stare Jabłonki schieden Boulton/Dampney sieglos nach der Vorrunde aus.